# Liste der Kreisstraßen im Landkreis Bad Dürkheim
Die Liste der Kreisstraßen im Landkreis Bad Dürkheim ist eine Auflistung der Kreisstraßen im rheinland-pfälzischen Landkreis Bad Dürkheim.

## Abkürzungen
- K: Kreisstraße
- L: Landesstraße

## Liste
Die Kreisstraßen behalten die ihnen zugewiesene Nummer in der Regel nicht bei einem Wechsel in einen anderen Landkreis oder in eine kreisfreie Stadt. Nicht vorhandene bzw. nicht nachgewiesene Kreisstraßen werden in Kursivdruck gekennzeichnet, ebenso Straßen und Straßenabschnitte, die unabhängig vom Grund (Herabstufung zu einer Gemeindestraße oder Höherstufung) keine Kreisstraßen mehr sind.
Der Straßenverlauf wird in der Regel von Nord nach Süd und von West nach Ost angegeben.
| Nr.  | Verlauf |
| ---- | --- |
| K 1  | in Kirchheim an der Weinstraße – L 517 in Weisenheim am Berg                                                         |
| K 2  | – Dackenheim – L 522 in Freinsheim                                                                                   |
| K 3  | K 31 – L 517 |
| K 4  | L 517 in Leistadt – Kallstadt – L 455                                                                                |
| K 5  | L 455 – L 526 in Erpolzheim                                                                                          |
| K 6  | Kloster Limburg – L 516 in Bad Dürkheim                                                                              |
| K 7  | L 516 – |
| K 8  | L 527 – Gönnheim – L 525 – Kreisgrenze – (K 20 im Rhein-Pfalz-Kreis) – Kreisgrenze – K 9 – L 519/L 530 in Meckenheim |
| K 9  | L 528 – K 8 |
| K 10 | L 516 – Ruppertsberg – L 519 in Meckenheim                                                                           |
| K 12 | L 530 in Haßloch – Kreisgrenze – (K 16 im Rhein-Pfalz-Kreis)                                                         |
| K 14 | (K 1 in Neustadt an der Weinstraße) – Kreisgrenze – L 530                                                            |
| K 15 | K 16 – Kreisgrenze                                                                                                   |
| K 16 | in Lindenberg – L 516/L 525 in Wachenheim an der Weinstraße                                                          |
| K 17 | (K 58 im Landkreis Südwestpfalz) – Kreisgrenze – Iggelbach – K 19 – K 18                                             |
| K 18 | Hornesselwiese – K 17 – Kreisgrenze – (K 51 im Landkreis Südliche Weinstraße) – Kreisgrenze – L 499 in Helmbach      |
| K 19 | L 499 in Elmstein – K 20 – K 17 in Iggelbach                                                                         |
| K 20 | Röderthal – K 21 – K 19 in Elmstein                                                                                  |
| K 21 | Schafhof – K 20 |
| K 22 | Harzofen – L 499 in Appenthal                                                                                        |
| K 23 | Esthal – L 499 in Frankeneck                                                                                         |
| K 24 | L 453 in Dirmstein – Gerolsheim – L 520 – Kreisgrenze – (K 2 im Rhein-Pfalz-Kreis)                                   |
| K 26 | L 450 in Kindenheim – Quirnheim – L 395 in Ebertsheim                                                                |
| K 27 | in Bockenheim an der Weinstraße – L 395 in Colgenstein                                                               |
| K 28 | K 29 in Heidesheim – L 395 in Colgenstein                                                                            |
| K 29 | L 395 in Heidesheim – K 28 – L 453 in Obersülzen                                                                     |
| K 30 | Battenberg (Pfalz) – L 517 – L 520 in Kleinkarlbach                                                                  |
| K 31 | L 520 – Höningen – Forsthaus Lindemannsruhe – L 517 in Leistadt                                                      |
| K 32 | L 520 in Wattenheim – L 518 in Altleiningen                                                                          |
| K 33 | L 518/L 520 in Altleiningen – Burg Altleiningen                                                                      |
| K 34 | L 520 in Carlsberg – L 520                                                                                           |
| K 35 | (K 74 im Donnersbergkreis) – Kreisgrenze – in Hettenleidelheim                                                       |
| K 36 | L 453 in Tiefenthal – Nackterhof                                                                                     |
| K 38 | in Weidenthal – L 499                                                                                                |
| K 40 | L 499 in Speyerbrunn – Erlenbach                                                                                     |
| K 41 | L 499 – Schwarzbach                                                                                                  |
| K 42 | K 38 in Elmstein – (L 504 im Landkreis Kaiserslautern)                                                               |